# Oktay Urkal
Oktay Urkal est un boxeur allemand né le 15 janvier 1970 à Berlin.

## Carrière
Aux Jeux olympiques d'été de 1996, il combat dans la catégorie des super-légers et remporte la médaille d'argent, battu en finale par Héctor Vinent. Auparavant, il avait obtenu deux médailles de bronze aux championnats du monde de boxe amateur en 1993 et 1995.